# Holdout-Problem
Der Anglizismus Holdout-Problem (englisch holdout problem, von „holdout“, „verweigern, zurückhalten“) bezeichnet ein Problem kollektiven Handelns. Das Problem kann auftreten, wenn für eine Investition oder einen Vertragsabschluss die Zustimmung aller Beteiligten erforderlich ist, zumindest jedoch die Zustimmung eines Quorums. Der letzte erforderliche Beteiligte kann daher einen übermäßigen Nutzen aus seiner Zustimmung ziehen, weil andernfalls die gesamte Investition oder der Vertrag für alle nicht zustande kommt. Holdout-Probleme sind Beispiele für Marktversagen und gelten als Spezialfall des Trittbrettfahrerproblems bzw. der „tragedy of the anticommons“.

## Theorie
Das Holdout-Problem kann als eine Verallgemeinerung des Gefangenendilemmas betrachtet werden: Wenn eine ausreichend große Menge an Mitspielern sich für Kooperation („cooperation“ = C) entscheidet, wird ein öffentliches Gut produziert. Eine Minderheit an Mitspielern entscheidet sich stattdessen für Nicht-Kooperation („defection“ = D). Die nicht-kooperierenden Mitspieler ziehen aus der Transaktion einen höheren Gewinn als die kooperierenden Mitspieler, aber nur so lange, wie die Koalition der kooperierenden Mitspieler nicht zusammenbricht. Nicht-Kooperation führt also zu einem höheren Anteil des Gewinns für den einzelnen nicht-kooperierenden Spieler, aber wenn zu viele Mitspieler ebenfalls nicht kooperieren, verlieren alle. Das Holdout-Problem kann aufgrund der Problematik von Koalitionen mit Mitteln der kooperativen Spieltheorie beschrieben werden.
Der Unterschied zwischen Holdout-Problem und Gefangenendilemma besteht nicht nur in der Anzahl der Spieler – zwei beim Gefangenendilemma, mindestens drei beim Holdout-Problem. Beim einzügigen Gefangenendilemma entscheiden beide Spieler ohne Wissen über das Vorgehen des Anderen voneinander, danach werden die Entscheidungen aufgedeckt. Das Gefangenendilemma ist daher zeitpunktbezogen. Das Holdout-Problem spielt sich hingegen in Theorie wie Praxis auf der Zeitachse ab: Koalitionen können sich bilden, Spieler ihre Intentionen signalisieren, Koalitionen beitreten und diese wieder verlassen.
Typischerweise gibt es beim Holdout-Problem entweder einen bestimmten, vorab bekannten Zeitpunkt der Entscheidung, auf den die Spieler in der Umsetzung ihrer Strategie zusteuern – ein Beispiel wäre die Abstimmung in einer bereits angesetzten Hauptversammlung, die selbst bei Einigkeit aller Beteiligten aus Formgründen nicht früher stattfinden kann. Alternativ fällt die Entscheidung zu einem spät möglichen Termin, der Deadline, kann aber auch schon vorher beim Eintreten bestimmter, vorab definierter Bedingungen fallen. Ein Beispiel für diese Art der zeitlichen Rahmenbedingungen ist die Übernahme von Aktien durch einen Mehrheitsaktionär, der ein Delisting plant. Deadline wäre die Gültigkeit des Kaufangebotes, der frühere Abbruch findet statt, sobald der Mehrheitsaktionär die Besitzschwelle von 95 % erreicht ist, sodass ein Squeeze-out möglich wird.

## Auftreten

### Umschuldung von Anleihen
Wenn Anleihen vom Schuldner nicht mehr bedient werden können, bleiben die fälligen Zinszahlungen an die Gläubiger aus und der Wert der Anleihen auf dem Sekundärmarkt sinkt. Auf Seite des Schuldners – im Fall von Staatsanleihen ein souveräner Nationalstaat – fällt das Rating und neue Kredite können nur noch stark überteuert (Junk Bonds) oder gar nicht mehr aufgenommen werden. Da die laufenden Zahlungsverpflichtungen aus Staatshaushalt (bei Staaten) oder operativem Geschäft (bei Unternehmen) nicht schnell genug reduziert werden können, werden immer mehr Anleihen notleidend, die Zahlungsunfähigkeit droht. Während es bei Unternehmen ein Insolvenzverfahren gibt, existieren vergleichbar geregelte Verfahren für ganze Staaten nicht, siehe Staatsbankrott.
Der Prozess der Restrukturierung führt bei erfolgreichem Ausgang meist zu einem teilweisen Schuldenerlass und der Verlagerung von Tilgungszahlungen in die fernere Zukunft (Stundung). Dazu ist jedoch die Zustimmung der Mehrzahl der Gläubiger erforderlich. Selbst bei einem Zustandekommen der Restrukturierung kann es Gläubiger geben, die sich der Einigung widersetzen (Holdouts). Diese Gläubiger üben dann über Prozesse, PR und öffentlichkeitswirksame Beschlagnahmungen Druck auf den Schuldner aus, sie zum Nominalwert der Anleihen zu entschädigen. Dies mag für den Schuldnerstaat aufgrund der wiedererlangten Zahlungsfähigkeit sogar möglich sein, schafft jedoch für die nächste Restrukturierung einen Moral Hazard. Ein bekanntes Beispiel ist die Umschuldung der argentinischen Staatsanleihen nach 2001, bei der die Elliott Management Corp. unter Paul Singer bis 2016 als Holdout agierte.

### Immobilienprojekte
Immobilienentwickler müssen zur Realisierung eines größeren Projektes oft kleinere Parzellen verschiedener Vorbesitzer zu einem größeren Grundstück zusammenfügen. Im einfachsten Fall gibt es zwei Grundstücksbesitzer mit benachbarten, gleich großen Parzellen. Beispielhaft wäre jeder der beiden Besitzer bereit, sein Grundstück für 100.000 EUR zu verkaufen. Ein Immobilienentwickler muss beide Grundstücke erwerben, um sein Projekt umzusetzen. Dafür wäre er maximal zur Zahlung von 250.000 EUR bereit, aber nur für beide Grundstücke zusammen. Allein nutzt ihm keins der beiden Grundstücke etwas, da das geplante Projekt zwingend eine größere Fläche erfordert. Dies führt nun zu einem Holdout-Problem, da jeder der Verkäufer versuchen wird, den größeren Teil der maximalen Kaufsumme für sich zu vereinnahmen.
Diese Art von verbundenem Grundstückserwerb (englisch land assembly) kann sich durch das Holdout-Problem schwierig gestalten bzw. die Kosten und das Risiko deutlich erhöhen. Um diese Probleme zu vermeiden, bevorzugen Immobilienentwickler Gebiete, deren Eigentum in nur wenigen Händen liegt. Dies führt tendenziell zu mehr Entwicklung am Stadtrand, wo die Grundstücke durchschnittlich größer sind. Dies trägt zur Zersiedelung der Städte bei und erschwert die Wiederbelebung von zentrumsnahen Industriebrachen oder anderweitig benachteiligten Gebieten mit zersplitterter Eigentümerstruktur. Ein mögliches Instrument zur Abhilfe kann in solchen Gebieten die Enteignung mit Entschädigung zu Marktpreisen sein.
Das Holdout-Problem ist nur teilursächlich für die Schwierigkeiten beim Aufkauf von Parzellen aus dem Besitz mehrerer Verkäufer, um diese zu einem großen Grundstück zusammenzufügen. Hohe Transaktionskosten und strategisches Feilschen treiben den Preis in die Höhe. Beide Kosten steigen mit der Anzahl der Verkäufer und schmälern den Gewinn des Käufers, wie experimentell gezeigt werden konnte. Wenn eine Verzögerung des Verkaufs auf seiten des Verkäufers echte Kosten verursacht, kann das Holdout-Problem reduziert werden. Dieses Ergebnis ist konsistent mit einem Verhaltensmodell, das auf ungenügender Kenntnis des Reservationspreises der anderen Aktoren beruht.

### Sendefrequenzen und -lizenzen
Bei der Versteigerung von Sendefrequenzen kann es vorkommen, dass in bestimmten (wenigen) Regionen diese Frequenzen bereits vergeben sind. Dies ermöglicht es den Bestandsanbietern, die Versteigerung in anderen Gebieten zu stören oder übermäßige Preise für das Abtreten zu verlangen. Um das Holdout-Problem in solchen Fällen zu verhindern, kann in den USA die FCC als zuständige Behörde Bestandsanbieter dazu verpflichten, ihren Sendeplatz zu tauschen.

## Gegenmaßnahmen
Bei Infrastrukturmaßnahmen wie dem Bau von Straßen oder Trassen für Stromleitungen kann zur Erlangung der Zustimmung der letzten, notwendigen Verweigerer („Holdouts“) die Enteignung zumindest als alternatives Vorgehen angedroht werden, um einen marktnahen Preis zu erreichen.
Ein anderer Ansatz ist Marktdesign, also die bewusste Vorgabe von Regeln und Verhandlungsprozessen, um trotz potenzieller Holdout-Probleme zu einer fairen Lösung zu kommen. Eine Möglichkeit ist die Einführung von Vorverträgen, was den erfolgreichen Abschluss der Verhandlungen wahrscheinlicher macht. Allerdings werden Käufer dadurch nicht signifikant bessergestellt, was darauf hindeutet, dass die Wohlfahrtsgewinne zwar realisiert werden, aber unter Vermeidung oder Auflösung von Blockaden aufseiten der Verkäufer verteilt werden.
Bei notleidenden Unternehmensanleihen ist die Restrukturierung seltener als bei Staatsanleihen. Wenn sie stattfindet, konnte ein Schuldenschnitt nach deutschem Recht bis 2009 nur auf freiwilliger Basis stattfinden, d. h. bei Zustimmung aller Gläubiger. Das führte zum „Problem obstruierender Gläubiger“, also dem Holdout-Problem. Das von 1899 stammende Schuldverschreibungsgesetz (SchVG) wurde im Juli 2009 geändert, wodurch für alle Gläubiger verbindliche Restrukturierungsmechanismen nun durch Mehrheitsbeschluss möglich sind. Anspruchsverzicht, Stundung und geänderte Zinsvereinbarungen können seitdem mit mindestens Dreiviertel-Mehrheit der abstimmenden Gläubiger getroffen werden (§ 5 Abs. 1 SchVG). Dies gilt nur für Emissionen ab dem 5. August 2009. Allgemein werden Anleihebedingungen, die eine Änderung von Bedingungen bei mehrheitlicher Zustimmung der Anleihegläubiger ermöglichen, als Collective Action Clause (CAC) bezeichnet.